# 雷伊新镇
雷伊新镇，是西班牙安达卢西亚自治区科尔多瓦省的一个市镇。总面积216平方公里，总人口1224人（2001年），人口密度6人/平方公里。